# Purpurstrupigt fliköga
Purpurstrupigt fliköga (Platysteira cyanea) är en afrikansk fågel i familjen flikögon inom ordningen tättingar.

## Utseende och läte
Purpurstrupigt fliköga är en satt, 14 centimeter lång fågel med ett tydligt vitt vingband och röda hudflikar ovan ögat samt ett svart bröstband. Hane i häckningsdräkt har glansigt svart ovansida och vit undersida. Honan är gråsvart med en liten vit fläck nedanför näbben samt har rödbrun strupe och bröst. Ungfågeln är en urvattnad och gråare version av honan. Lätet är ett karakteristiskt sextonigt ringande.

## Utbredning och systematik
Purpurstrupigt fliköga delas in i tre underarter med följande utbredning:
- Platysteira cyanea cyanea – förekommer från Senegal till Gabon, Angola, västra Centralafrikanska republiken och nordvästra Kongo-Kinshasa
- Platysteira cyanea aethiopica – förekommer i östra Sydsudan och Etiopien
- Platysteira cyanea nyansae – förekommer från östra Centralafrikanska republiken smat östra och centrala Demokratiska republiken Kongo till södra Sydsudan, västra Kenya och nordvästra Tanzania

## Levnadssätt
Denna aktiva insektsätande fågel hittas i par eller små grupper i ungskog och andra skogsområden, inklusive trädgårdar. Boet är en liten prydlig skål av lav och spindelväv placerad lågt i ett träd eller en buske.

## Status och hot
Arten har ett stort utbredningsområde, men tros minska i antal, dock inte tillräckligt kraftigt för att den ska betraktas som hotad. Internationella naturvårdsunionen IUCN listar arten som livskraftig (LC).  Världspopulationen har inte uppskattats men den beskrivs som ovanlig till vanlig.

## Namn
Fågeln har på svenska även kallats brunstrupig flikflugsnappare.